# Leš u biblioteci
Leš u biblioteci (izdan 1942.) je roman "kraljice krimića" s Miss Marple u glavnoj ulozi.

## Radnja
Jednog miron jutra u St. Mary's Mead, obitelj Bantry se budi da bi otkrila mrtvu djevojku u biblioteci. Malo kasnije nađeno je još jedno truplo. Šire se tračevi, a obitelj Bantry poziva Miss Marple da istraži.